# Changangkha Lhakhang
Le Changangkha Lhakhang est un ensemble de temples resserrés sur la pointe d'une colline qui surplombe le centre de Thimphou, la capitale du Bhoutan. Fondé aux XIIIe siècle ou XIVe siècle, c'est probablement le temple le plus ancien de la ville. Les principaux bâtiments et les fondations du monastère sont très anciens et sont antérieurs à l'unification du Bhoutan par Shabdrung Ngawang Namgyal au XVIIe siècle. Le temple est fréquenté par les parents de jeunes enfants qui souhaitent obtenir les bénédictions de la divinité du temple, Genyen Domtsangpa. Celle-ci est considérée comme la divinité des nouveau-nés et la protectrice des enfants nés à l'hôpital national de référence JDWNRH de Thimphou.

## Histoire
Le Changangkha Lhakhang a été fondée au XIIIe siècle par Nyima, un des fils de Phajo Drugom Zhigpo, le premier introducteur au Bhoutan de la tradition Drukpa Kagyu du bouddhisme himalayen. Phajo Drugom est vénéré comme une émanation d'Avalokiteśvara. Le principal objet d'adoration du temple est une immense statue en bronze de Mahakarunika, un avatar d'Avalokiteśvara ( rang byung thugs rje chen po ). Le personnage est en posture assise et a onze têtes et plusieurs bras. C'était la divinité personnelle de Phajo Drugom. Certains prétendent que cette statue s'est « générée spontanément » ou est apparue miraculeusement. D'autre disent qu'elle a été réalisée au moment de la construction du temple par un artisan Newa de grand talent.

## Structure générale
Le Changangkha lhakhang est construit sur la crête d'une colline qui descend vers Thimphou. À la pointe de cette crête, on trouve deux bâtiments, le temple principal à l'est (côté Thimphou), et face à lui, côté ouest, le Gönkhang noir (temple des divinités protectrices). Les moines résidents et les gardiens sont hébergés dans des bâtiments situés sur les deux autres côtés et forment  un quadrilatère. Un mur d'enceinte ferme le complexe sur trois côtés. Un chemin de déambulation suit les murs à l'intérieur. De chaque côté du temple principal ou voit des petites niches qui abritent des moulins à prières et des bas-reliefs en ardoise représentant des bouddhas et des lamas de la lignée Kagyu.
L'intérieur du temple principal est divisé en deux parties. Le côté est est dévolu aux principales images sacrées, aux écritures et aux reliques. Il n'est généralement pas ouvert au public. L'autre partie est celle où les lamas du temple officient et récitent leurs prières. Pour pouvoir visiter le temple il est nécessaire d'avoir une tenue vestimentaire appropriée et de respecter les convenances.
La cour abrite un sanctuaire extérieur dédié à un tsömen ou esprit « sirène ». De l'autre côté de celle-ci, le Gönkhang, ou temple protecteur, fait face au temple principal. Ce temple est considéré comme la résidence de Genyen Domtsangpa, le farouche protecteur des enfants nés à Thimphou. Il abrite également des représentations d'autres divinités protectrices. Les peintures qui ornent les murs de ce temple sont les plus anciennes peintures murales connues du pays. Seuls les hommes de nationalité bhoutanais ont le droit de rentrer dans ce temple.
Derrière le temple principal, des sentiers en escaliers descendent vers la ville de Thimphu. Ils traversent une série de terrasses parsemées de petits stupas ou chöten . De ces terrasses, on a une vue panoramique sur la ville dans trois directions.

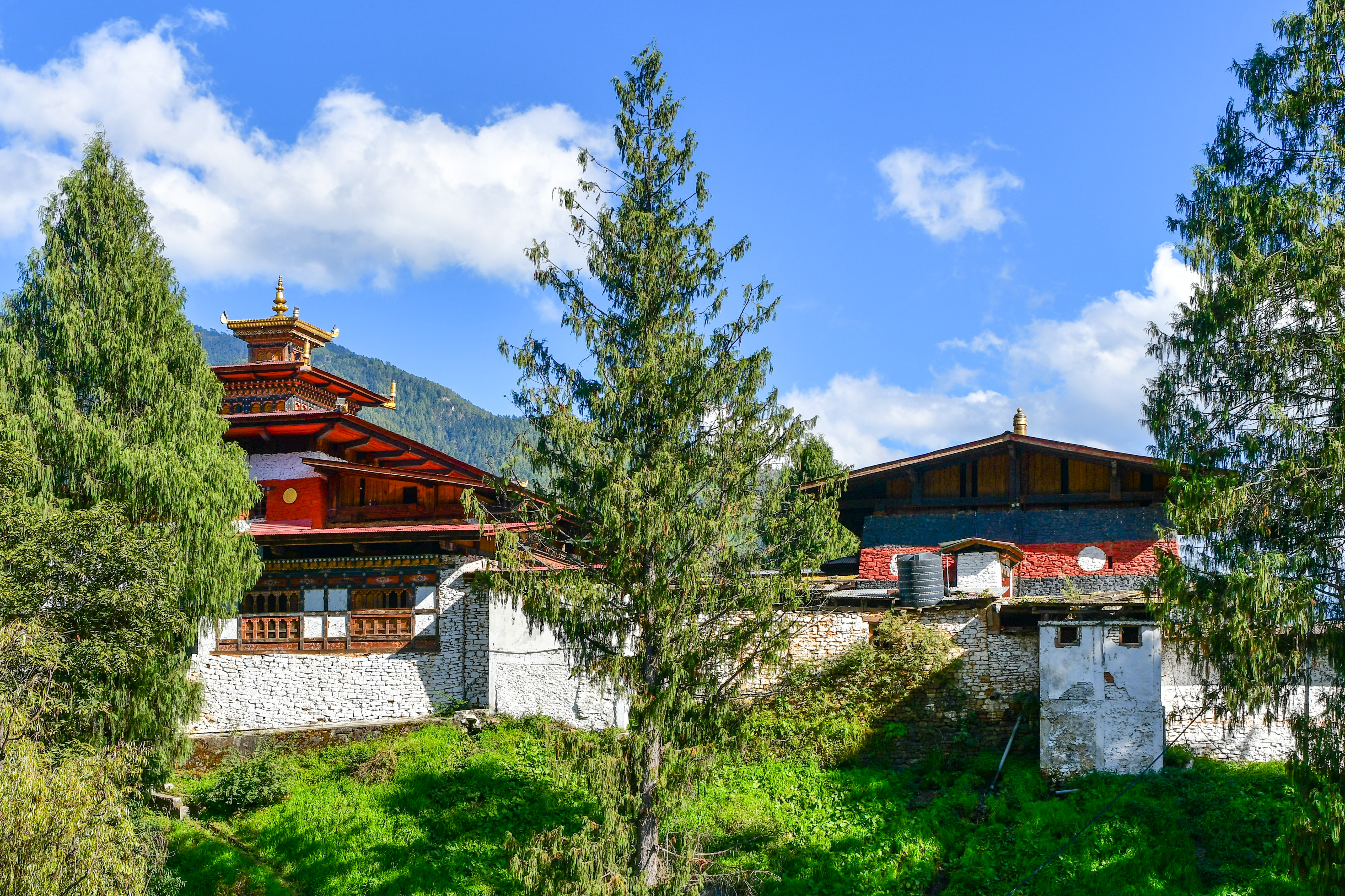
Changangkha Lhakhang du côté nord.
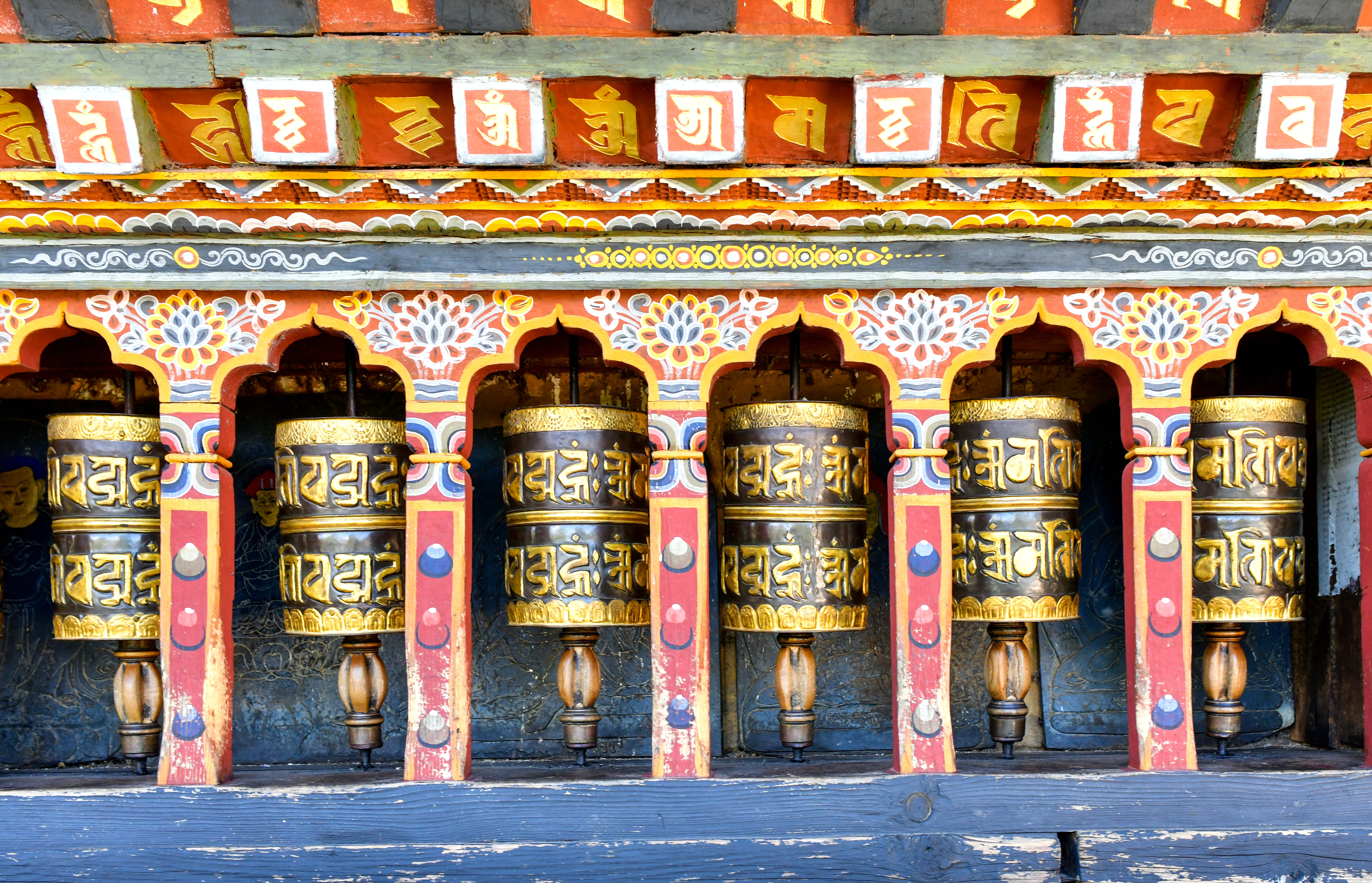
Niches de moulin à prières sur les murs du temple principal.
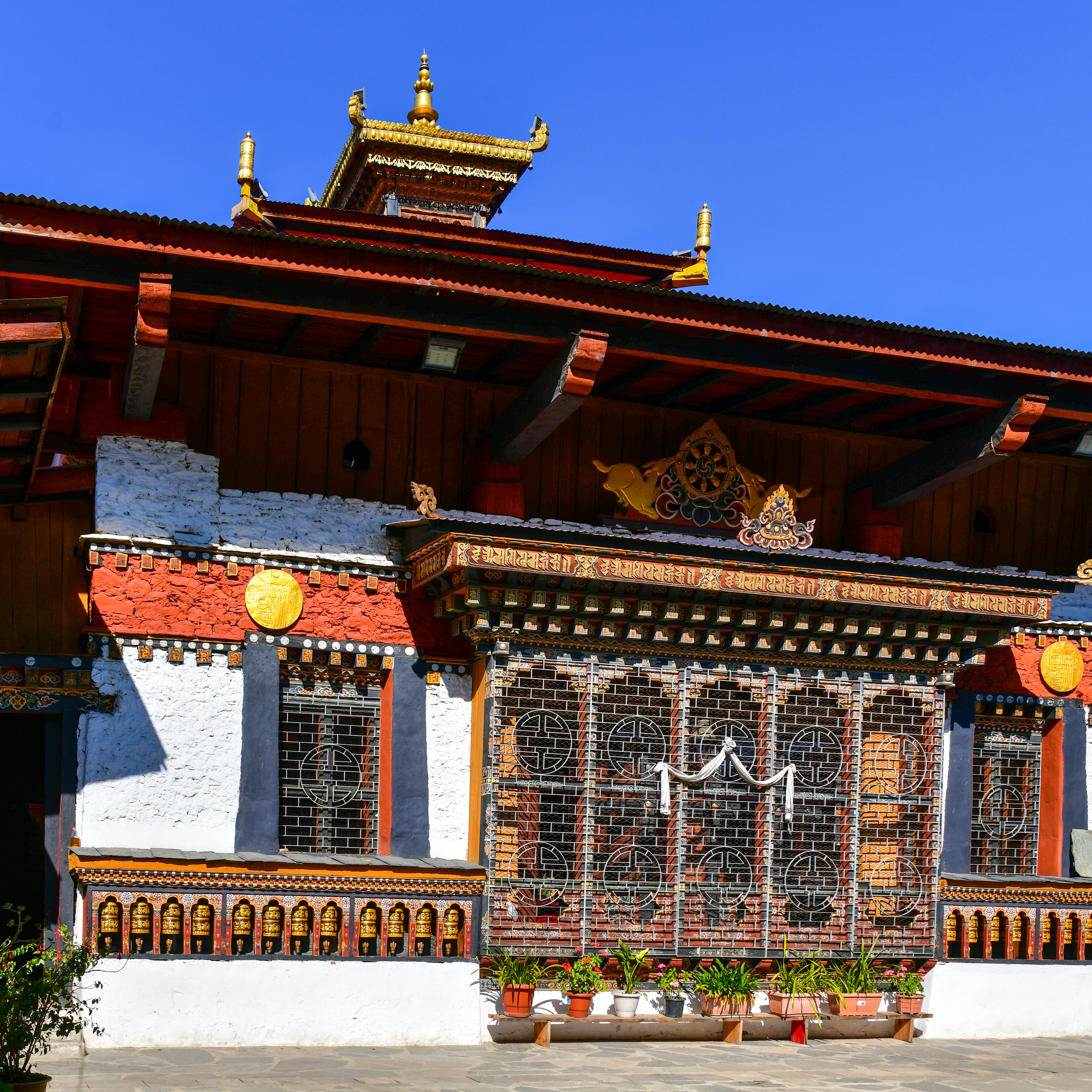
Côté ouest du temple principal face à la cour.
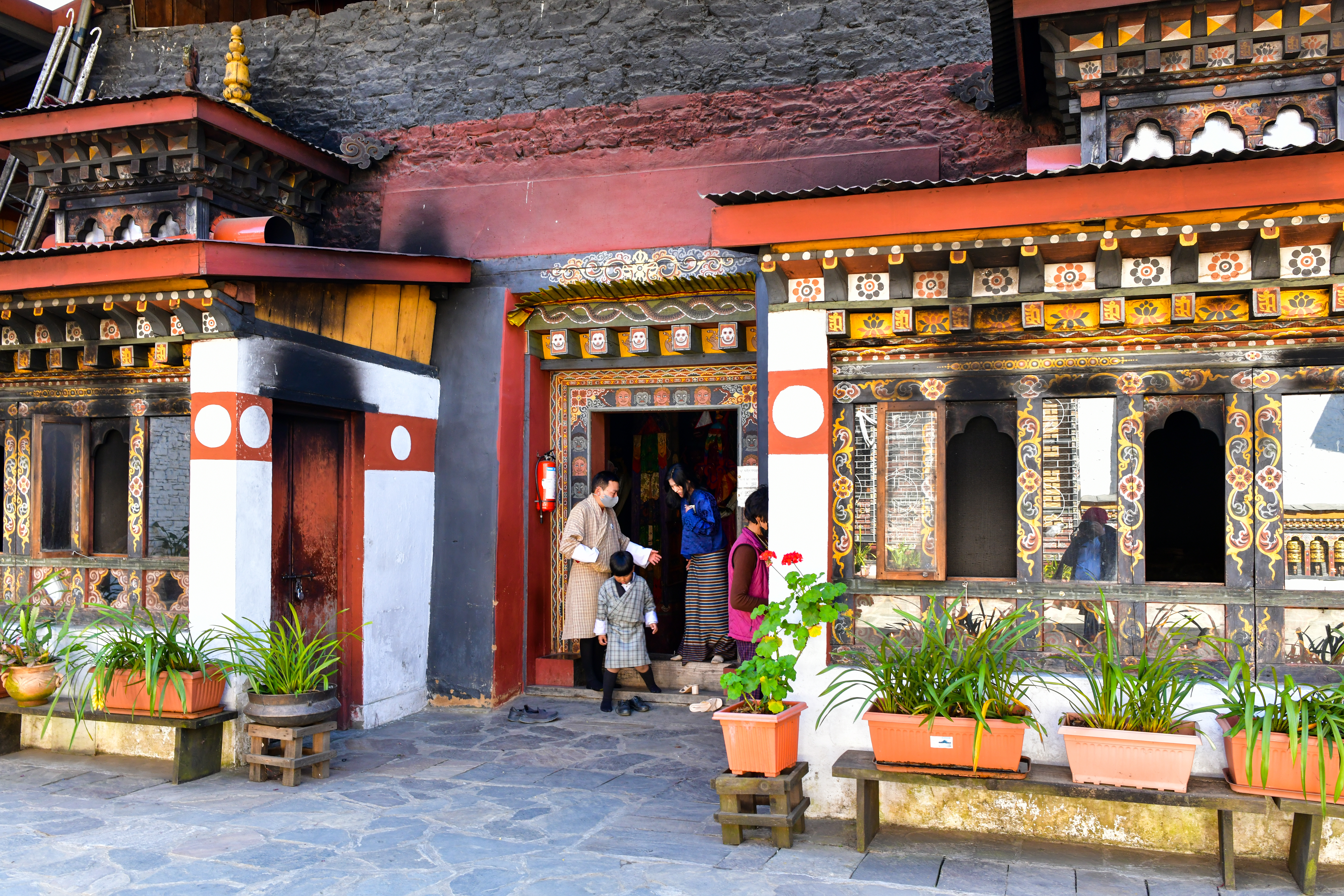
Entrée du temple protecteur.
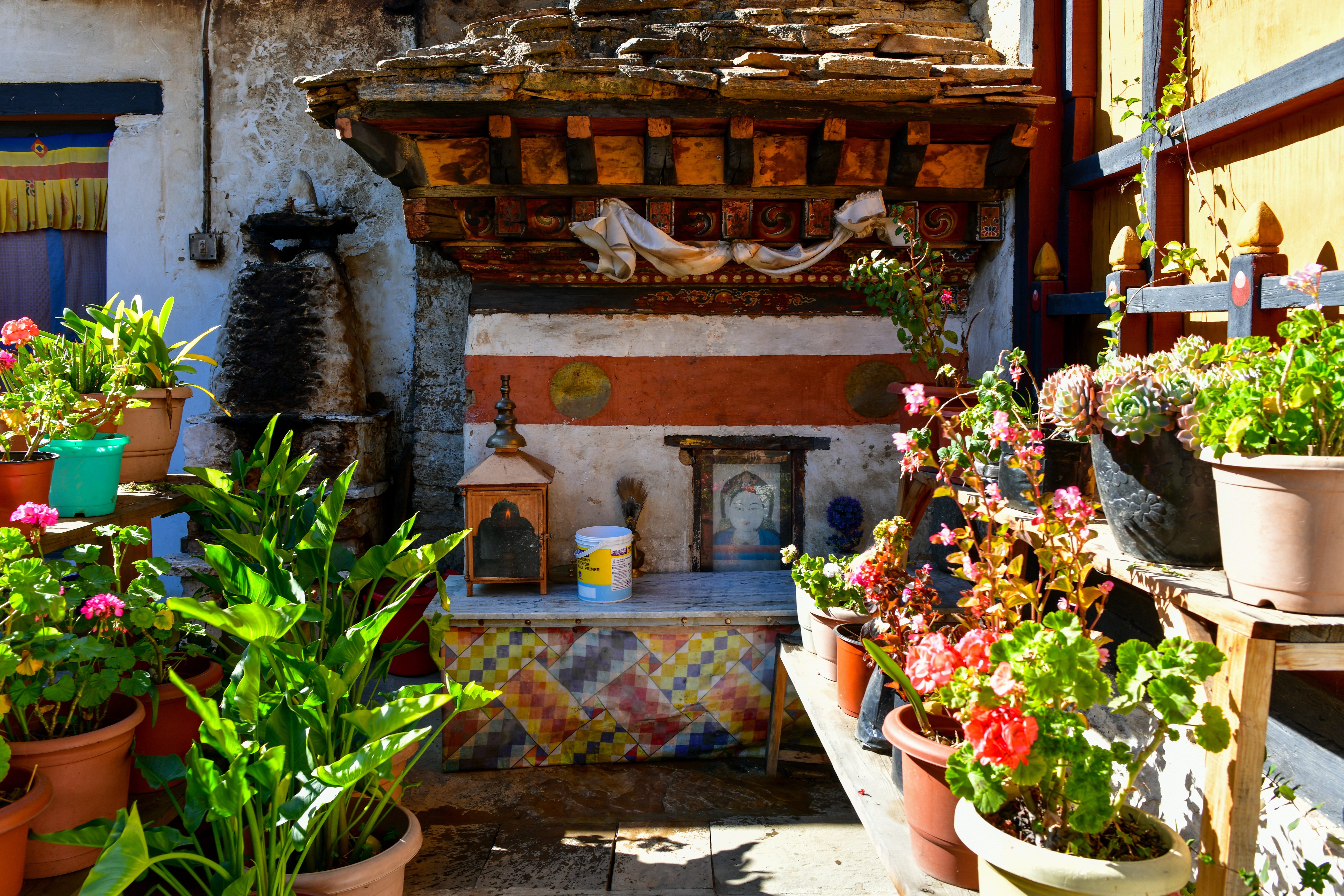
Petit sanctuaire de la cour dédié à un esprit Tshömen.
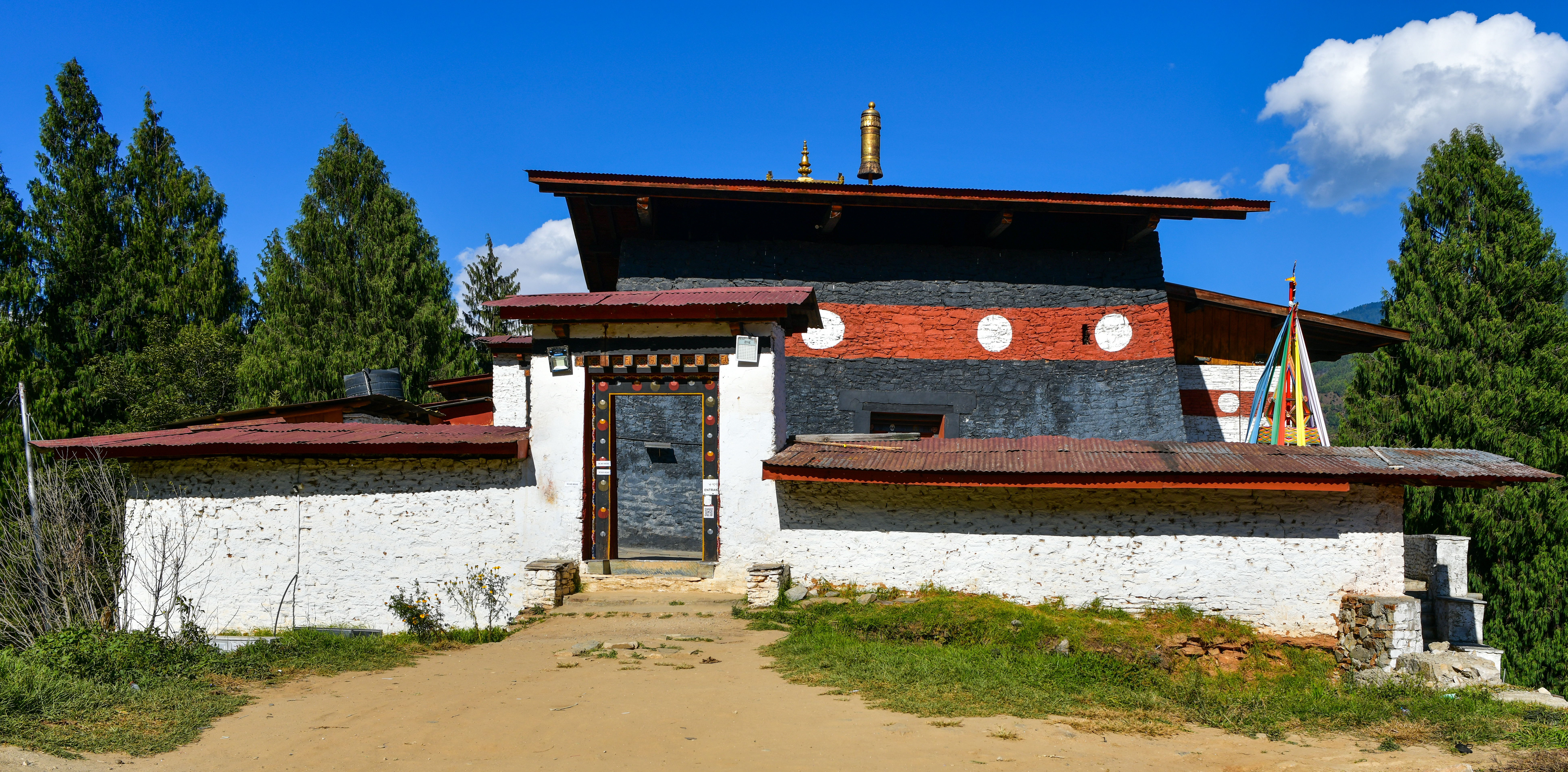
Entrée arrière de l'enceinte du temple.

## Festivals
Un festival Tshechu avec des danses de masques a lieu dans la petite cour tous les douzième, treizième et quatorzième jours du neuvième mois lunaire bhoutanais. Chaque année, les gomchens viennent ici de leur centre de médiation de Gogona (vallée de Phobjikha) pour réciter l'intégralité du Kangyur. Ce manuscrit ancien (ou canon bouddhiste) comporte plus de 100 volumes écrits à l'encre dorée. Il est conservé dans le temple principal.